# Stenopogon koreanus
Stenopogon koreanus là một loài ruồi trong họ Asilidae. Stenopogon koreanus được Young miêu tả năm 2005. Loài này phân bố ở vùng Cổ Bắc giới và châu Á.